# 蒙古第二次入侵波蘭
蒙古第二次入侵波蘭，是在孛栾台 （Burundai）領軍下於1259-1260年間所發生的軍事衝突。在該次入侵期間，桑多梅日、克拉科夫、卢布林、扎伊霍斯特和比托姆等城邦是再一次被蒙古人所劫掠。

## 過程
入侵起始於1259年末，是在一支強大的蒙古軍隊被派往加利西亞－沃里尼亞王國以對加利西亚的丹尼尔獨自行動作出懲罰後而展開的。丹尼爾王迫於壓力唯有服從蒙古人的要求，在1258年的時候他靡下部隊加入了蒙古人針對立陶宛大公国的襲擊隊伍。而為再削弱丹尼爾的權位，金帐汗国也同時決定向他的盟友匈牙利國王贝拉四世和克拉科夫公爵博莱斯瓦夫五世發動攻擊。
此輪入侵的目的，是為劫掠正處於分裂狀態的波兰王国（參見波列斯瓦夫三世的遺囑），同時為削弱克拉科夫大公波列斯瓦夫五世，他所掌管的省份小波兰在當時是正開始進入快速發展期。按照當時蒙古人所謀劃，入侵部隊是會先進入卢布林以東的小波蘭，再向扎伊霍斯特——在到越過维斯瓦河後，蒙古軍隊就會分成两縱隊，於圣十字山脉南北兩方位展開活動。分開的隊伍隨後是預計在亨齊內附近匯合，之後就再向南前往克拉科夫。 當時孛栾台所率領的蒙古軍隊總共有30,000 人，還有加利西亞的丹尼爾與他的兄弟瓦西爾科·羅曼諾維奇的魯塞尼亞人部隊、 欽察人以及很可能屬尤特文人的立陶宛人與其一道。
於加利西亞－沃里尼亞王國所生事端，是在小波蘭引起相當注意，到了1258年末克拉科夫就開始了防御的預備工作。但是這項工作很快就被擱置，而皮亚斯特王朝的公爵們又退到了內部爭吵當中。1259年10月就在入侵前夕時，大波兰公爵博莱斯瓦夫與博莱斯瓦夫五世公爵還有马佐维亚·西莫维特公爵一齊聯盟，以向库雅维公爵库亚维亚的卡西米尔一世發動攻擊。在此幾週之後，小波蘭便受蒙古部落所入侵。
入侵發生時，蒙古人部隊是集結於海乌姆附近，他們在佔據維斯瓦河以東的波蘭城鎮後，入侵隊伍是再（1259年12月上旬）出現在桑多梅日。 時孛栾台是命令起魯塞尼亞人輔助部隊對該城進行圍攻和奪取控制，而蒙古人主力軍就向西面的聖十字山脈進發。他們的行軍當時是充滿毀滅性的狂歡；其中， 在科普日夫尼察和翁霍茨克的古老修道院都遭洗劫（他们很可能未能奪取維薩庫拉上的本篤會修道院）。蒙古人的進軍限於北部拉多姆和西部苏莱尤夫，而未進入波蘭其他省區。 到1260年1月中，入侵大軍所分成的兩個縱隊在凯尔采和亨齊內附近再會合。
與此同時，蒙古人也在繼續對桑多梅日進行圍攻。城池的守衛者們是猛烈抵抗了蒙古和魯塞尼亞軍隊的所有進攻。過了幾週後，蒙古將領們開始與由名「克列帕的皮奧特爾」所率領的波蘭人進行談判。時有參與圍攻的魯塞尼亞王公，是建議「克列帕的皮奧特爾」接受蒙古人的提議而棄守桑多梅日，以換取所有城內居民的安全（撤離）通路。到最後波蘭人在面對飢餓和流行病之下，於1260年2月2日撤出桑多梅日：但蒙古人違背他們曾許諾的說法，對平民和守軍展開屠殺。城邦自身更被洗劫一空與被燒毀。 
蒙古主力軍到2月5日離棄了桑多梅日，他們的所有部隊2月10日至12日集結在一齊，進而深入到人口稠密的小波蘭南部。在劫奪過延傑尤夫 、 莫吉拉 、 什齊爾日奇和梅胡夫的修道院後，入侵者們在該地區進行了一場充斥著謀殺和破壞的狂歡。 接著到2月下半月，蒙古人到達克拉科夫時便迅速佔據該城，但被設防御工事得受防衛的瓦维尔山未落入其手。為防止西里西亚的皮雅斯特公爵們向小波蘭增援，孛栾台向比托姆一帶派遷了一些分隊。波列斯瓦夫五世本人和他妻子波蘭的金加則逃往谢拉兹。
蒙古人到了1260年3月下旬，才沿着喀尔巴阡山麓向東離開小波蘭。

## 后果
該次被入侵的省區都受徹底摧毀，而蒙古人在這些地方劫掠戰利豐厚。有大約10,000名波蘭人被入侵者當作奴隸帶走。金帐汗国藉著這次入侵，是成功摧毁掉一個反蒙古聯盟，並徹底令加利西亞-沃里尼亞王國臣服其下。